# The Magic of Christmas (Nat King Cole)
The Magic of Christmas è un album in studio natalizio del musicista statunitense Nat King Cole, pubblicato nel 1960.

## Tracce
Side 1
1. Deck the Halls (Traditional)
2. Adeste Fideles (O, Come All Ye Faithful) (John Francis Wade)
3. God Rest Ye Merry, Gentlemen (Traditional)
4. O Tannenbaum (Traditional)
5. O, Little Town of Bethlehem (Phillip Brooks, Lewis Redner)
6. I Saw Three Ships (Traditional)
7. O Holy Night (Adolphe Adam, John Sullivan Dwight)

Side 2
1. Hark, the Herald Angels Sing (Felix Mendelssohn, Charles Wesley)
2. A Cradle in Bethlehem (Alfred Bryan, Larry Stock)
3. Away in a Manger (Traditional)
4. Joy to the World (Lowell Mason, Isaac Watts)
5. The First Noël (William B. Sandys)
6. Caroling, Caroling (Alfred Burt, Wilha Hutson)
7. Silent Night (Franz Gruber, Josef Mohr)